# Hallelujah (Leonard Cohen-låt)
Hallelujah är en sång av Leonard Cohen, ursprungligen utgiven på dennes musikalbum Various Positions från 1984. Originalversionens text innehåller en rad bibliska referenser, bland annat till kung David. Cohen har själv varit väldigt vag att uttala sig om textens betydelse. En annorlunda, framförallt textmässigt, version finns på livealbumet Cohen Live, utgivet 1994. Det sägs att Cohen skrev runt hundra textverser till låten, innan han valde ut de fyra verser som senare hamnade på inspelningen.
Låten fick ingen stor uppmärksamhet när den först släpptes. En betydligt bredare publiken nådde den när John Cale släppte sin version 1991. Samma version som senare kom att utgöra en del av soundtracket till filmen Shrek. Av rättighetsskäl fick man på soundtracket som släpptes på CD byta ut Cales version till en av Rufus Wainwright. Detta har lett till en utbredd missuppfattningen att Wainwrights version även skulle vara den som framförs i filmen.  
1994 släppte även Jeff Buckley en version, baserad på Cales tolkning. 

## Covers
I coverversionerna har ofta verser från de olika versionerna blandats och i vissa fall har även andra textmässiga ändringar gjorts.
U2:s sångare Bono spelade in en upptempo-version av låten 1997. Den har beskrivits som "fruktansvärd", inklusive av Bono själv.
Sången har sjungits in av många andra artister, bland andra Regina Spector (2005), Justin Timberlake (2010), Alexandra Burke (2008), Axel Rudi Pell, Pain of Salvation, Rea Garvey (till filmen Barfuss), Jeff Buckley (1994), Alejandro Fuentes, Bon Jovi, Kurt Nilsen, John Cale (1992), Allison Crowe, Bob Dylan, K.D. Lang (2006), Willie Nelson, Rufus Wainwright (2001), Kathryn Williams, Kate Voegele, Pentatonix, Amanda Jenssen och Vocal Line.
K.D. Lang sjöng låten under invigningen av Vinter-OS 2010, med miljardpublik.

### Tolkningar på svenska
Ulf Lundell släppte 1999 en sällsynt version live på det norska samlingsalbumet Når jeg kysser havet – Ulf Lundells beste. Den är framförd live endast sex gånger. En version av sången med svensk text, skriven av Py Bäckman, kom 2008 och har släppts på skiva, både med henne själv, med Molly Sandén och med gruppen E.M.D. på deras julskiva 2009. En annan version, med text av Mikael Wiehe, framfördes av Ebba Forsberg på hennes skiva Ta min vals - Ebba Forsberg tolkar Leonard Cohen från år 2009. En tredje version med titeln Decembernatt och text av Ulf Schagerström har spelats in av bland andra Peter Jöback till albumet Jag kommer hem igen till jul och Christer Sjögren till albumet Älskade andliga sånger.